# Estación de La Espina
La Espina es una estación ferroviaria situada en el municipio español de Valderrueda, en la provincia de León, comunidad autónoma de Castilla y León. Forma parte de la red de ancho métrico de Adif, operada por Renfe Operadora a través de su división comercial Renfe Cercanías AM. Está integrada dentro del núcleo de Cercanías León al pertenecer a la línea C-1f, que une la capital con Cistierna y Guardo (Palencia). Cuenta también con servicios regionales de la línea R-4f, entre León y Bilbao.

## Situación ferroviaria
La estación se encuentra situada en el punto kilométrico 86,5 de la línea férrea de ancho métrico de Bilbao a La Robla y León el conocido como Ferrocarril de La Robla, entre las estaciones de Valcuende y de Guardo, a 1118,51 m s. n. m. El tramo es de vía única y está sin electrificar. Según Adif, la denominación oficial de la línea a la que pertenece la estación es la 08-790 (Asunción Universidad-Aranguren).

## Historia
Tras la ceremonia de inauguración de la línea el 11 de agosto de 1894, fue abierta al tráfico la misma el 14 de septiembre de 1894 con la puesta en marcha del tramo Cistierna-Sotoscueva de la línea que pretendía unir La Robla con Bilbao, lo que no ocurrió sin transbordo en Valmaseda hasta 1902.
Las obras y la explotación inicial de la concesión corrieron a cargo de la Sociedad del Ferrocarril Hullero de La Robla a Valmaseda, S.A., que a partir de 1905 pasó a denominarse Ferrocarriles de La Robla, S.A.. En 1972, FEVE obtuvo la explotación de la línea debido a la decadencia que padecía la misma, provocada por la falta de rentabilidad que sufría la industria del carbón. Sin embargo, bajo el mandato de la empresa pública la explotación empeoró y la línea se cerró en 1991. Esta medida no fue bien aceptada por los vecinos de las zonas afectadas que pidieron su reapertura. A partir de 1993, la línea comenzó a prestar servicio por tramos. En noviembre de 1994 se abrió el tramo Cistierna-Guardo (al que pertenece esta estación) y el 19 de mayo de 2003 se reanudó el tráfico de viajeros entre León y Bilbao.
Desde el 1 de enero de 2013, se disolvió la empresa FEVE en un intento del gobierno por unificar vía ancha y estrecha, encomendándose la titularidad de las instalaciones ferroviarias a Adif y la explotación de los servicios ferroviarios a Renfe Operadora, distinguiéndose la división comercial de Renfe Cercanías AM para los servicios de pasajeros y de Renfe Mercancías para los servicios de mercancías.

## La estación
La estación figuró por primera vez en el anuario de 1895. No pertenece a las estaciones originales de la línea, aunque se inauguró poco después y contó con un importante cargadero a pocos metros de la salida de la estación. Es accesible desde la carretera CL-626 tras atravesar la pedanía de La Espina. La instalación se sitúa junto al arroyo de Valcuende y muy próxima a una cerrada curva de herradura en la línea para continuar por la otra orilla del cauce, todo ello en un tramo de frecuentes trincheras. El edificio se sitúa a la izquierda de la vía en kilometraje ascendente. Es una edificación con tejado a cuatro aguas, con dos alturas y tres vanos por costado y planta (algunos dobles). Los superiores son adintelados y los inferiores son de arco de herradura, todos ellos tapiados. Dispone de una marquesina en toda la extensión del edificio. El andén, de 83 m, está recrecido para adaptarse a los estándares de las nuevas circulaciones, a la misma altura que el edificio de viajeros. Situado sobre el único andén lateral, discurre junto a él la vía principal, seguido de la vía derivada que atendía al cargadero situado a pocos metros, antes de la aguja de salida de la estación. Como reminiscencia del pasado de las máquinas de vapor, conserva un depósito de agua, sobre una base cuadrangular de piedra, así como de un elemento de aguada.
En 2022 Adif anunció futuras actuaciones en el tramo ferroviario León-Guardo, consistentes en la supresión del bloqueo telefónico y automatización de la línea.

## Servicios ferroviarios

### Regionales
Los trenes regionales que realizan el recorrido León - Bilbao (línea R-4f) tienen parada en la estación. Su frecuencia es de un tren diario por sentido. En las estaciones en cursiva, la parada es discrecional, es decir, el tren se detiene si hay viajeros a bordo que quieran bajar o viajeros en la parada que manifiesten de forma inequívoca que quieren subir. Este sistema permite agilizar los tiempos de trayecto reduciendo paradas innecesarias.
Las conexiones ferroviarias entre La Espina y el resto de estaciones de la línea, para los trayectos regionales, se efectúan exclusivamente con composiciones de la serie 2700
| Línea | Origen/Destino   | Paradas intermedias | Destino/Origen |
| ----- | ---------------- | --- | -------------- |
|       | Bilbao Concordia | Amézola · Basurto Hospital · Zorroza-Zorrozgoiti · Iráuregui · Zaramillo · Sodupe · Aranguren · Aranguren-Apeadero · Zalla · Valmaseda · Arla-Berrón · Ungo-Nava · Mercadillo · Cadagua · Bercedo-Montija · Quintana · Espinosa de los Monteros · Redondo · Sotoscueva · Pedrosa · Dosante Cidad · Robredo Ahedo · Soncillo · Cabañas de Virtus · Arija · Llano · Las Rozas de Valdearroyo · Montes Claros · Los Carabeos · Mataporquera · Cillamayor · Salinas de Pisuerga · Vado-Cervera · Castrejón de la Peña · Villaverde-Tarilonte · Santibáñez de la Peña · Guardo-Apeadero · Guardo · La Espina · Valcuende · Puente Almuhey · Cerezal de la Guzpeña · Prado de la Guzpeña · La Llama de la Guzpeña · Valle de las Casas · Sorriba · Cistierna · La Ercina · Boñar · La Vecilla · Matallana · San Feliz · Asunción/Universidad · Ventas/San Mamés | León-Matallana |

### Cercanías
Forma parte de la línea C-1f de Cercanías León. Las circulaciones que prestan servicio a esta estación son las que realizan el recorrido completo de la línea hasta Guardo-Apeadero (Palencia) efectuando parada en todas las estaciones del recorrido. La frecuencia que presenta es de dos trenes diario por sentido, reduciéndose a uno los sábados y festivos. Este servicio complementa al tren regional.
Las conexiones ferroviarias entre La Espina y el resto de estaciones de la línea, para los trayectos de cercanías, se efectúan con composiciones serie 2700 y de la serie 2600. Esta última serie, renombrada como serie 526, cambió su imagen en 2023, adaptando su librea a los colores corporativos de Cercanías de Renfe.
| procedencia/destino | < estación | Línea | estación > | destino/procedencia |
| ------------------- | ---------- | ----- | ---------- | ------------------- |
| León-Matallana      | Valcuende  |       | Guardo     | Guardo-Apeadero     |